# Van der Laan & Woe

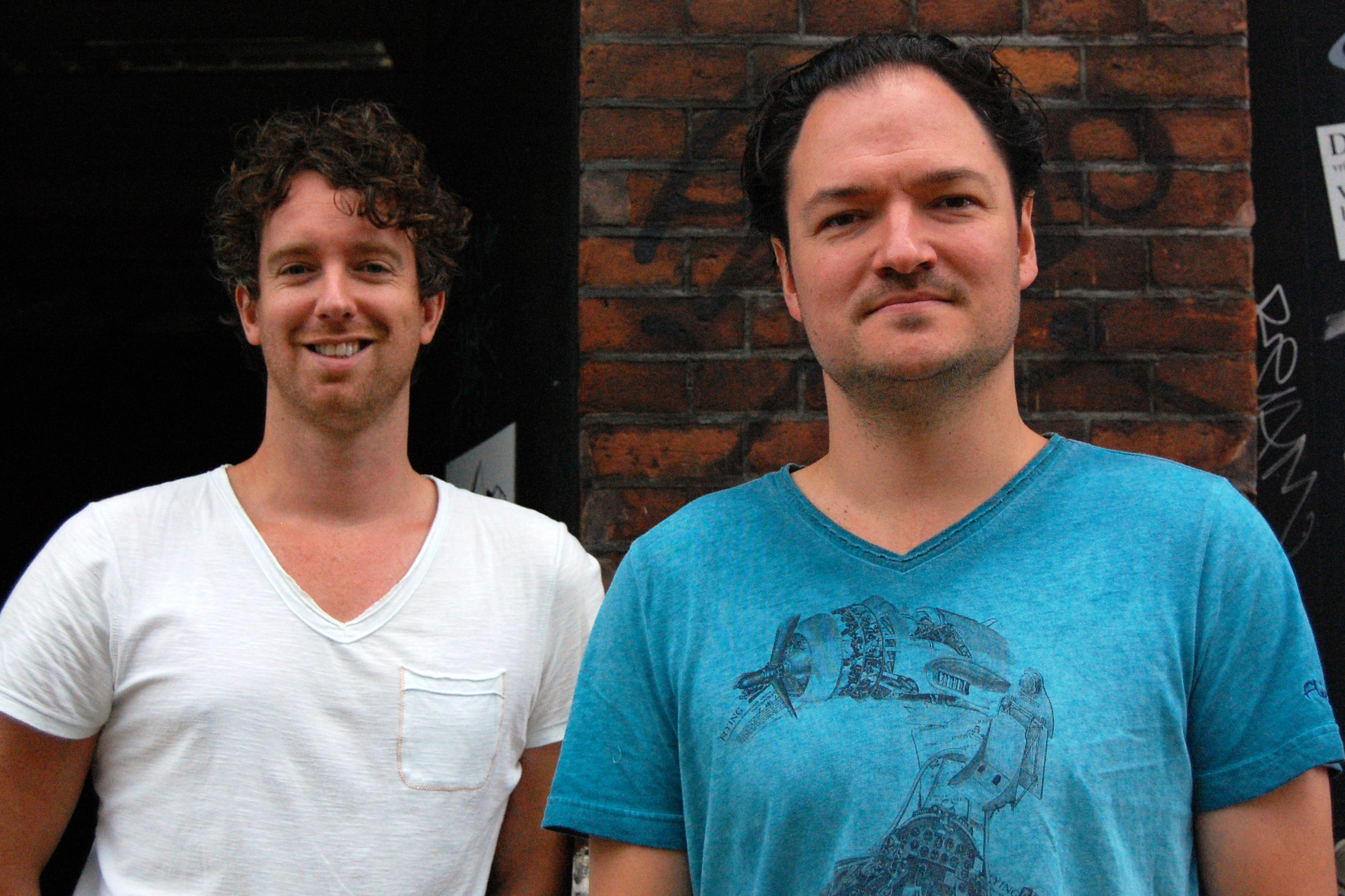
Van der Laan en Woe 2016

Van der Laan & Woe (zuvor Geen Familie) ist ein niederländisches Kabarettduo, bestehend aus Niels van der Laan und Jeroen Woe. Mit ihrer Satiresendung Even tot hier gewannen sie 2022 den Gouden Televizier-Ring und 2023 die Ere [Ehren] Zilveren Nipkowschijf.

## Karriere
Sie lernten sich zu Beginn des Jahrtausends an der Academie voor Kleinkunst in Amsterdam kennen. Nachdem sie 2004 an der Akademie abschlossen, erhielten sie den Residentieprijs für die vielversprechendsten Theatertalente auf dem Festival Theater Aan Zee im belgischen Ostende. 2005 erhielten sie den renommierten Wim Sonneveldprijs auf dem Amsterdams Kleinkunst Festival.
Medial traten sie erstmals in der Radiosendung Spijkers met koppen der niederländischen Rundfunkgesellschaft VARA in Erscheinung. Beim gleichen Sender wirkten sie zusammen mit anderen Kabarettisten 2010 und 2012 an der VARA-Oudejaarsconference. Im Deutschen entspräche dies dem satirischen Jahresrückblick bekannter Kleinkünstler.
Von 2006 bis 2008 traten mit ihrem Kabarettprogramm Ctrl+Alt+Del. auf. 2007 hatten sie ihre erste abendfüllende Vorstellung. Ihr drittes Programm, Superlatief, erhielt 2011 den Preis Neerlands Hoop. Das vierte Programm, Buutvrij, wurde für den  Poelifinario als beste Kabarettvorstellung des Jahres nominiert. Nebenher waren sie in der Gesangsformation Stanley en de Menzo’s aktiv.
Zusätzlich zu ihren Auftritten präsentierten Van der Laan und Woe ein satirisches Nachrichten-Quiz in den Sendungen von Paul de Leeuw. Im Jahr 2013 wurde aus dem Programmteil ein eigenständiges Programm mit dem Titel De Kwis. Im März 2018 wurde bekannt gegeben, dass dieses Format zugunsten neu zu entwickelnder Formate beendet wird. Woe und Van der Laan hätten gerne weitergemacht und angedeutet, dass sie mit einem ähnlichen Programm wieder ins Fernsehen zurückkehren wollten.
Dies erfolgte ein Jahr später mit der Publikumssendung Even tot hier, in der mit Musik und frechen Texten auf aktuelle Nachrichtenereignisse und Politiker satirisch Bezug genommen wird. Hierfür erhielten sie 2022 den Gouden Televizierring und 2023 mit der Ere [Ehren] Zilveren Nipkowschijf ihre zweite renommierte Auszeichnung.
Ihre fünfte Theateraufführung hieß Alles eromheen und ihre sechste abendfüllende Aufführung Pesetas. Ihre Auftritte sind eine Reihe absurder Szenen, Handlungen und Lieder, die sich letztendlich zu einer Geschichte zusammenfügen. Das aktuelle Stück heißt: „NG“. (Stand 2022) Der Name NG soll die chinesische phonetische Wiedergabe des Nachnamens Wu sein, den Woes Großvater trug.

## Kabarettprogramme
- 2006–2008: Ctrl+Alt+Del
- 2008–2010: Help ons
- 2010–2011: Een onvergetelijke kerst mit Stanley en de Menzo’s
- 2010–2012: superlatief
- 2012–2014: Buutvrij
- 2014–2016, 2018, 2019: Kerst, Kerster, Kerstst mit Stanley en de Menzo’s
- 2014–2016: Alles eromheen
- 2017–2020: Pesetas
- 2018: Kwisconcert
- 2022: NG

## Fernsehen & Radio
- Spijkers met koppen (2004–2012)
- Gedoog Hoop en Liefde (oudejaarsconference 2010)
- De Kwis als Teil von PAU!L 2011–2012
- De Kwis als Teil von Langs de Leeuw 2012–2013
- Het Eerlijke Verhaal (Oudejaarsconference 2012)
- What’s The Right Thing To Do (2017)
- De Kwis (2013–2018)
- Even tot hier (2019–)
- De Nationale Non Nieuwsquiz (2019)